# Boom Bang-a-Bang
Boom Bang-a-Bang var Storbritanniens bidrag till Eurovision Song Contest 1969. Den skrevs av Alan Moorehouse och Peter Warne, medan Lulu sjöng. Låten kom tillsammans med tre andra bidrag på delad första plats. Österrike, Portugal, Norge, Sverige och Finland protesterade mot röstningsreglerna som möjliggjort detta genom att inte delta nästföljande år.

## Listplaceringar
| Lista (1969)   | Topplacering     |
| -------------- | ---------------- |
| Australien     | 10 (Go Set)      |
| Danmark        | 5 (DR "Top Ti")  |
| Finland        | 16               |
| Frankrike      | 41               |
| Irland         | 1                |
| Nederländerna  | 19               |
| Norge          | 1                |
| Nya Zeeland    | 5 (NZ Listner)   |
| Schweiz        | 3                |
| Spanien        | 5                |
| Storbritannien | 2                |
| Sverige        | 3 (Kvällstoppen) |
| Sverige        | 1 (Tio i topp)   |
| Västtyskland   | 8                |
| Österrike      | 10               |

### Fotnoter
1. ↑  ”Madrid 1969”. European Broadcasting Union. https://eurovision.tv/event/madrid-1969. Läst 4 februari 2018.
2. ↑  Vuletic, Dean (2018). Postwar Europe and the Eurovision Song Contest. sid. 84. https://books.google.se/books?id=VhtCDwAAQBAJ&pg=PT84
3. ↑  ”Listplacering”. https://gosetcharts.com/1969/19690503.html. Läst 24 april 2021.
4. ↑  ”Listplacering”. https://www2.statsbiblioteket.dk/mediestream/avis/record/doms_aviser_page%3Auuid%3A5bc453f6-4ef7-4b1b-8c39-6cf76bafe958/query/Hejmdal/page/doms_aviser_page%3Auuid%3A948d7f91-ba34-47b6-89f4-d132f78a83c4. Läst 24 april 2021.
5. ↑  ”Listplacering”. http://suomenlistalevyt.blogspot.com/2015/08/los-lon.html. Läst 24 april 2021.
6. ↑  ”Listplacering”. http://www.infodisc.fr/Tubes_Artistes_L.php. Läst 24 april 2021.
7. ↑  ”Listplacering”. http://irishcharts.ie/search/placement?page=1&search_type=title&placement=Boom+Bang+A+Bang. Läst 24 april 2021.
8. ↑  ”Listplacering”. http://dutchcharts.nl/showitem.asp?interpret=Lulu&titel=Boom+Bang-A-Bang&cat=s. Läst 4 maj 2011.
9. ↑  ”Listplacering”. http://norwegiancharts.com/showitem.asp?interpret=Lulu&titel=Boom+Bang-A-Bang&cat=s. Läst 4 maj 2011.
10. ↑  ”Listplacering”. Arkiverad från originalet den 24 april 2021. https://web.archive.org/web/20210424065227/http://www.flavourofnz.co.nz/index.php?qpageID=search%20listener&qartistid=575#n_view_location. Läst 24 april 2021.
11. ↑  ”Listplacering”. http://hitparade.ch/showitem.asp?interpret=Lulu&titel=Boom+Bang-A-Bang&cat=s. Läst 5 maj 2011.
12. ↑  Salaverri, Fernando (2005). Sólo éxitos: año a año, 1959–2002 (1:a uppl.). ISBN 978-84-8048-639-2
13. ↑  ”Lulu Chart History” (på engelska). The Official UK Charts Company. https://www.officialcharts.com/artist/28001/lulu/. Läst 24 april 2021.
14. ↑  Hallberg, Eric (1993). Kvällstoppen i P3 (1:a uppl.). ISBN 91-630-2140-4
15. ↑  Hallberg, Eric (1998). Tio i topp - med de utslagna på försök 1961-74 (1:a uppl.). ISBN 91-972712-5-X
16. ↑  ”Charts Surfer – Söktjänst”. http://www.charts-surfer.de/. Läst 24 april 2021.
17. ↑  ”Listplacering”. http://austriancharts.at/showitem.asp?interpret=Lulu&titel=Boom+Bang-A-Bang&cat=s. Läst 5 maj 2011.